# Antonio Negri
Antonio (Toni) Negri (Padua, 1 augustus 1933 – Parijs, 16 december 2023) was een Italiaanse neomarxistische filosoof.

## Activisme
Negri kende een stercarrière aan de Universiteit van Padua en werd op jonge leeftijd benoemd tot voltijds hoogleraar in de dottrina dello stato (staatstheorie), een uitgesproken Italiaans vakgebied dat zowel juridische als constitutionele aspecten behelst.
Zijn politieke activiteiten begint hij in 1950, wanneer hij toetreedt tot de katholieke jongerenbeweging Gioventú Italiana di Azione Cattolica (GIAC). Van 1956 tot 1963 is hij lid van de Partito Socialista Italiano (PSI), terwijl hij steeds meer sympathiseert met heterodoxe bewegingen binnen het marxisme.
Vanaf begin jaren 60 maakt Negri deel uit van de uitgeverij van Quaderni Rossi, de krant die gestalte geeft aan de intellectuele heropleving van het Italiaanse marxisme buiten de context van de communistische partij (met als boegbeelden onder meer Raniero Panzieri, Mario Tronti, Rita di Leo en Romano Alquati) om. Deze groep voorspelde vroegtijdig de klassenstrijd van de operaio massa (dat wil zeggen, het concept van de arbeider die massaal voorhanden is, zonder kwalificaties en uitwisselbaar, een louter functioneel element voor de grote, gemechaniseerde fabriek), met als hoogtepunt de zogenaamde hete herfst (autunno caldo) van 1969, toen een uitbarsting van opstanden plaatsvond met als epicentra het FIAT-Mirafioricomplex te Turijn, het petrochemisch complex te Porto Marghera en de Lagune van Venetië.
In 1969 richt Negri samen met enkele vrienden de groep Potere Operaio (Arbeidersmacht), de radicale politieke uitdrukking van het operaismo (arbeiderisme). Het laatste congres van Potere Operaio vond plaats in 1973, daarna starten talrijke leden met nieuwe projecten, zoals de Autonomia Operaia (arbeidersautonomie). Antonio Negri was een van de stuwende krachten achter dit initiatief, dat zich toespitste op de nieuwe arbeidersrealiteit in de metropolen ten tijde van de crisis en de herstructurering van de fabrieken en de publieke uitgaven.  In het bijzonder draagt Negri bij tot de creatie van het dagblad Rosso, met redactie in Milaan, dat zich snel ontwikkelt tot referentie voor de strijd en de debatten  van de nieuwe klassensamenstelling, die Negri en zijn collega's bestempelen als sociale arbeider (operaio sociale).
Negri heeft voor zijn publicaties bovendien samengewerkt met sleutelfiguren van Italiaanse arbeiders-, studenten- en vrouwenbewegingen gedurende de jaren 60 en 70, waaronder Panzieri, Tronti, Sergio Bologna, Alquati, Mariarosa Dalla Costa en Franco Berardi. Zijn bekendste werk is het spraakmakende Empire (2000), dat hij samen met de Amerikaan Michael Hardt schrijft. Het boek, dat in 2004 een vervolg kent met De menigte (Multitude), wordt door vele activisten gezien als een herbezinning van het antiglobalisme. Daarnaast publiceerde Negri nog een heleboel andere boeken, waarin de werken van onder meer Karl Marx en Spinoza op een originele manier ontleed worden.

## Arrestatie en verbanning
Op 7 april 1979 wordt de 46-jarige Antonio Negri gearresteerd. Hij wordt ervan beschuldigd de moord op toenmalig premier Aldo Moro  beraamd te hebben, uitgevoerd door de Rode Brigades (Brigate Rosse, BR) in 1978. Bovendien zou hij een samenzwering opgezet hebben om de regering omver te werpen. Negri is op dat moment professor in de politieke wetenschappen aan de Universiteit van Padua, gastlector aan de École Normale Supérieure en zelfverklaard revolutionair marxist die een gewapende opstand voorstaat. Negri zelf heeft steeds ontkend enige persoonlijke of ideologische relatie gehad te hebben met de Rode Brigades.
De meeste beschuldigingen tegen Negri (waaronder 17 moorden) stranden in minder dan negen maanden wegens een gebrek aan bewijzen. Men slaagt er niet in om hem met de Rode Brigades in verband te brengen, maar men beschuldigt hem van criminele bendevorming en opstand tegen de staat (later ingetrokken). Negri wordt ten slotte veroordeeld tot 30 jaar gevangenisstraf omdat men hem op basis van zijn publicaties en revolutionaire activiteiten oproepen tot geweld verwijt en 'moreel verantwoordelijk' acht voor gewelddaden tegen de Italiaanse staat in de jaren zestig en zeventig. Amnesty International stelde 'zware legale onregelmatigheden' tijdens het proces aan de kaak, en Michel Foucault schrijf over het 'geval Negri' het volgende in zijn werk De gemaskerde filosoof: "Zit hij niet in de cel gewoonweg omdat hij een intellectueel is?".
Negri brengt vier jaar door in de gevangenis (een aantal van zijn ervaringen publiceert hij later in De trein van Finland), tot de Partito Radicale van Marco Pannella, die geijverd had voor zijn vrijlating, hem op de kieslijst zet voor de algemene verkiezingen van 1983 en die verkiezingen ook wint. Het parlement verleent hem de toestemming om de gevangenis te verlaten teneinde zijn politiek ambt te kunnen bekleden, maar die toestemming wordt enkele maanden later herroepen. Negri gaat in ballingschap in Frankrijk, waar hij 14 jaar verblijft en waar hij niet hoeft te vrezen voor uitlevering, dankzij de bescherming die hij geniet van de regering van François Mitterrand.
In Frankrijk is hij docent aan de Université de Paris VIII (Saint Denis) en de Collège International de Philosophie. Hoewel zijn politieke activiteiten sterk belemmerd zijn door zijn ballingschap, is Negri een productief auteur in die Franse periode en verenigt hij zich met menig links intellectueel. In 1990 richten Negri, Jean-Marie Vincent  en Denis Berger de publicatie Futur Antérieur op. De krant houdt op te bestaan in 1998, maar verschijnt vanaf 2000 weer onder de naam Multitudes, met Negri als bestuurslid van de internationale redactie.
In 1997 keert Negri vrijwillig terug naar Italië om er de rest van zijn straf, intussen via hoger beroep gereduceerd tot 17 jaar, uit te zitten. Op die manier wil hij een openbaar debat creëren rond de situatie van honderden gevangenen en ballingen die gedurende de 'loden jaren' (anni di piombo, de jaren zestig en zeventig) politiek geëngageerd waren binnen radicaal links en veroordeeld werden via allerhande schijnprocessen. Negri wordt bij aankomst onmiddellijk naar de gevangenis van Rebibbia gebracht en later onder huisarrest geplaatst. Vanaf begin 2003 geniet hij een voorwaardelijke invrijheidsstelling, die eind 2004 is omgezet in een definitieve invrijheidsstelling.

## Publicaties en politieke werken
Het uiterst originele, maar tegelijk compacte en moeilijke werk van veelschrijver en iconoclast Negri is een kritische herziening van de belangrijkste intellectuele stromingen van de tweede helft van de 20e eeuw, ten dienste van een nieuwe marxistische analyse van het kapitalisme en de postmoderne maatschappij. Geïnspireerd door de ideeën van Michel Foucault en zijn analyses van de biomacht, alsook door de schizoanalyse van Gilles Deleuze en Felix Guattari, legt Negri gedurende de jaren 80 de basis voor de figuur van het levende werk van Marx, aangepast in ontologische zin aan de nieuwe en volledig sociale dimensies van de productie, de samenwerking en de bestuurlijke macht. Deze figuur, prospectief, strategisch en conceptueel, is de multitude.
De centrale these van zijn werk Empire is dat de natiestaat zijn centrale rol als primaire politieke formatie verloren heeft en plaats heeft gemaakt voor een globaal mechanisme van diffuse en gedecentraliseerde macht (de "Imperi"), al is die overgang tendentieus en niet vrij van catastrofes. Het is de strijd van de arbeidersklasse en van de postkoloniale actoren die deze machtstransformaties op gang hebben gezet. Met andere woorden hebben de transestatale productiedimensies en de dimensies van de wereldmarkt geleid tot een interregnum, tot een netwerk van mondiale macht, het Empire, waarin verschillende actoren (monarchische, zoals in de VS, aristocratische, zoals enkele natie-staten en  democratische actoren zoals de NGO’s; multinationale ondernemingen en de massamedia) vorm gegeven aan een Imperium dat gebaseerd is op een machtsnetwerk. Zijn stelling is zeer controversieel, vooral naar aanleiding van de agressieve en unilaterale houding die de Verenigde Staten aannamen vanaf 11 september.
Twee vroegere publicaties die vermeld kunnen worden zijn The Savage Anomaly (1982), waarin hij een originele interpretatie geeft van Baruch Spinoza, en Marx oltre Marx (1982), een collectie lezingen over de Grundrisse, de manuscriptenbundel die Karl Marx schreef ter voorbereiding op Het Kapitaal.
In 2005 neemt hij een weinig populair standpunt in binnen de radicaal-linkse beweging wanneer hij in verscheidene opiniestukken en interviews de ja-stem verdedigt in het referendum voor de Europese Grondwet. Hij neemt bovendien samen met Daniel Cohn-Bendit deel aan een verkiezingsbijeenkomst van de Parti Socialiste (socialistische partij in Frankrijk) om zijn steun aan de ja-stem te betuigen in het Franse referendum. Negri is van oordeel dat de Europese Grondwet gunstig is om het gewicht van de natie-staten te verminderen ten voordele van het gewicht van Europa. Een pleidooi voor Europa is te vinden in zijn boek Europa en het Imperium.
Negri overleed op 90-jarige leeftijd op 16 december 2023 in Parijs.

### Artikelen van Antonio Negri
- Multitudes quarterly journal (Frans)
- Archives of the journal Futur Antérieur (Frans)
- Engelse vertaling van recente artikelen van Negri van Generation Online
- Hardt & Negri (2002), "Marx's Mole is Dead" in Eurozine
- "Towards an Ontological Definition of Multitude" Artikel uit Multitudes.

- Bibsys: 90123636
- Biblioteca Nacional de España: XX1153666
- Bibliothèque nationale de France: cb119175124 (data)
- Catàleg d'autoritats de noms i títols de Catalunya: 981058519814006706
- CiNii: DA00365531
- Gemeinsame Normdatei: 119063492
- International Standard Name Identifier: 0000 0001 2146 876X
- Library of Congress Control Number: n79100667
- Nationale Bibliotheek van Letland: 000042126
- Bibliotheek van het Japanse parlement: 00451083
- Nationale Bibliotheek van Tsjechië: xx0083451
- Nationale bibliotheek van Australië: 35683277
- Nationale Bibliotheek van Israël: 987007265965105171
- Nationale Bibliotheek van Polen: a0000001951808
- Nationale en Universitaire bibliotheek Zagreb: 000180690
- Nederlandse Thesaurus van Auteursnamen: 069416044
- Réseau des bibliothèques de Suisse occidentale: 02-A000121314
- Istituto Centrale per il Catalogo Unico: CFIV006163
- LIBRIS: 79575
- SNAC: w6036bqp
- Système universitaire de documentation: 027045897
- Trove: 1040891
- Virtual International Authority File: 108238827
- WorldCat: E39PBJhd8kWq3GPTMQTPWxRHYP